# Genius (película)
Genius (título en español: Genio) es una Película Original de Disney Channel transmitida por primera vez en Estados Unidos el 21 de agosto de 1999, por Disney Channel. Fue dirigida por Rod Daniel.

## Sinopsis
Charlie Boyle, un niño genio de la física y amante del hockey de 12 años, se siente un marginado, lo que cambiará al conocer a una chica de su edad llamada Claire Addison. Charlie tendrá que hacerse pasar por el malote Chaz Anthony e intentar llevar dos vidas separadas.

## Reparto
- Trevor Morgan - Charlie Boyle/Chaz Anthony
- Emmy Rossum - Claire Addison
- Charles Fleischer - Dr. Krickstein
- Yannick Bisson - Mike MacGregor
- Peter Keleghan - Dean Wallace
- Philip Granger - Entrenador Addison
- Jonathon Whittaker - Dad Boyle
- Patrick Thomas - Odie
- Matthew Koller - Deion
- Chuck Campbell - Hugo Peplo
- Eli Ham - Omar Sullivan
- Darryl Pring - Bear Berczinski